# Pigeonnier de la Bernisse
Le pigeonnier de la Bernisse est un pigeonnier construit dans la deuxième moitié du XIXe siècle au domaine de la Bernisse et situé à Seissan dans le Gers.

## Histoire
Le domaine de la Bernisse a été jadis habité par le préhistorien et paléontologue Édouard Lartet. Son pigeonnier est inscrit au titre des monuments historiques depuis le 30 septembre 2010.

## Galerie

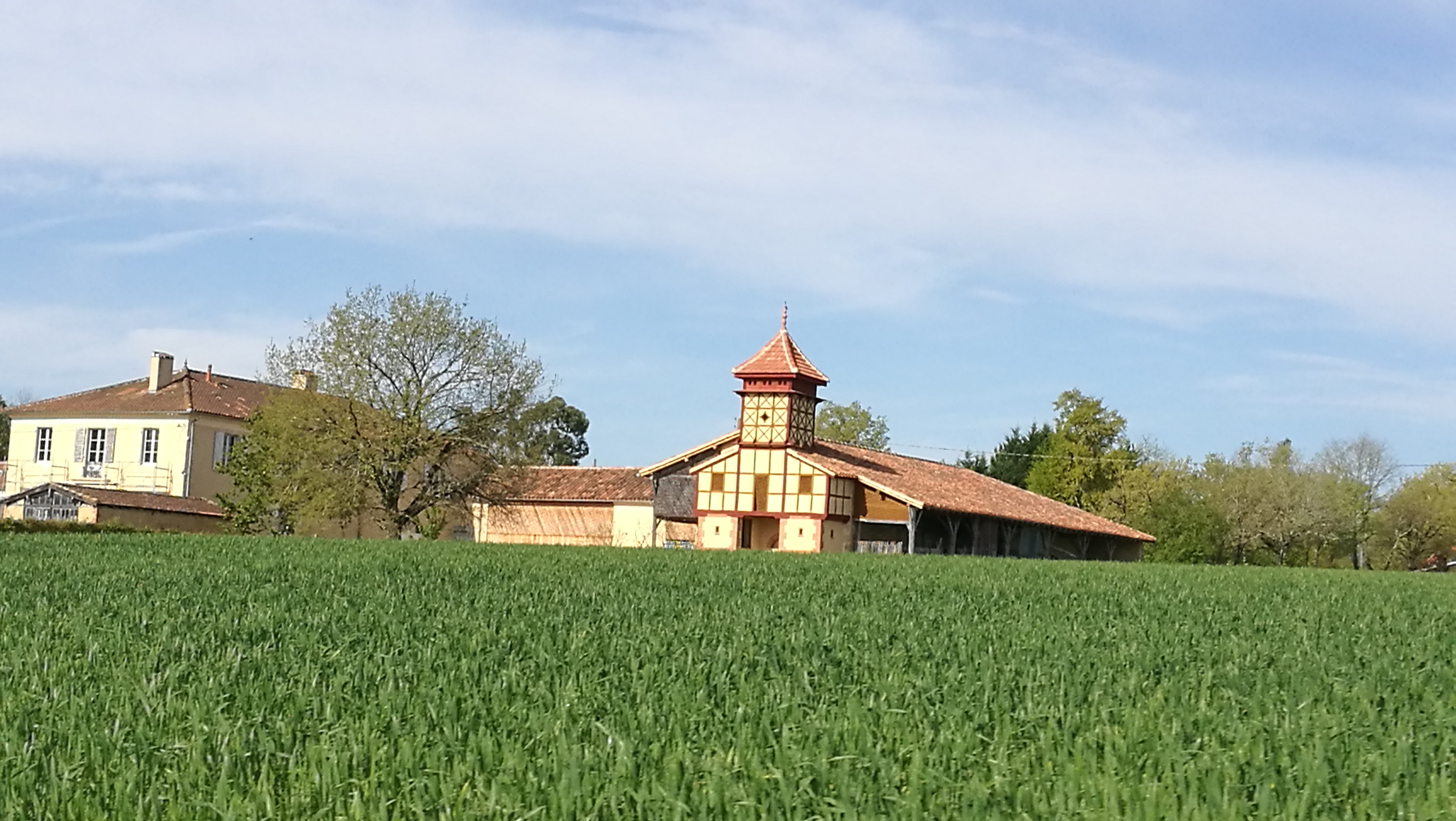
Le pigeonnier vu depuis la D 929.